# Notophyson praxila
Notophyson praxila là một loài bướm đêm thuộc phân họ Arctiinae, họ Erebidae.